# Orden de Servitas (Málaga)
La Orden de Servitas, cuya denominación oficial es Venerable Orden Tercera de Siervos de María Santísima de los Dolores, es una corporación nazarena de la ciudad de Málaga, que participa en su Semana Santa.

## Historia
La Orden en sí tiene su origen en época medieval, fundada en Florencia (siglo XIII), estableciéndose en Málaga en 1695. Ya en el año 1739 se pudo erigir en su sede actual, la Parroquia de San Felipe Neri.
La devoción a la Virgen de los Dolores fue creciendo, saliendo en el año 1860 en procesión de rogativa para salvar al pueblo de una epidemia de cólera. Ya en el siglo XX volvió a procesionar cada año, ya que antes lo hacía de una manera irregular, concretamente en los años veinte.
En la Quema de conventos de 1931 en España esta Orden perdió a su Dolorosa, de Pedro de Mena y que fuera donación del conde de Buenavista, aunque se salvó la dolorosa de Fernando Ortiz (que actualmente rinden culto) y un estandarte con los Corazones Filipenses. Fue procesionada junto al Santo Sepulcro en 1937, siendo las dos únicas imágenes que procesionaron por las calles de Málaga ese año. No pertenece a la Agrupación de Cofradías, pero sí es miembro honorífico de la misma.

## Iconografía
Dolorosa implorante.

## Imágenes
- La Virgen de los Dolores de Fernando Ortiz (siglo XVIII).

## Tronos
El Trono Es Muy Austero En Su Mayor Parte, Se Trata De Una Peana De Garganta De Carrete, Sobria Y Simple Y Con Aplicaciones De Orfebrería De Seco Velasco. Y Se Ilumina Con Cuatro Candelabros De Guardabrisas.

## Recorrido Oficial
| Predecesor: El Sepulcro | Orden de entrada en el Recorrido Oficial (Viernes Santo) 8º lugar | Sucesor: Resucitado (Domingo de Resurrección) |